# Tom Larsen
Tom Larsen er medstifter af og formand i interesseforeningen Exotiske Insekter, der er en forening for hobbyhold af hvirvelløse dyr. Han har siden slutningen af 1990'erne været en yderst produktiv skribent i foreningens blad og på dens hjemmeside, samt på diverse internetfora. Derudover har han skrevet bøger om emnet. Tom Larsen har således været med til at fremme vidensniveauet og udvikle interessen for hobbyhold af diverse eksotiske insekter m.m. i Danmark gennem en årrække.
Tom Larsen var oprindeligt medlem af den nu nedlagte interesseforening "Knæleren", men meldte sig ud i februar 1997.

## Bogudgivelser
- Eksotiske insekter – fugleedderkopper, skorpioner, knælere, skolopendere, vandrende pinde og andre hvirvelløse dyr, Forlaget Atelier, 2004, ISBN 978-87-7857-442-8
- Knælere, forlaget Atelier, 2007, ISBN 978-87-7857-511-1